# Toberstetten
Toberstetten (früher auch Doberstetten) ist eine Ortschaft und eine Katastralgemeinde in der Marktgemeinde Neuhofen an der Ybbs im Bezirk Amstetten, Niederösterreich.

## Geografie
Die Streusiedlung befindet sich im niederösterreichischen Alpenvorland, im Westen des Mostviertels und südlich von Amstetten. Die Ortschaft umfasst weiters die Weiler Brandstetten und Hiesbach sowie die Einzellagen Gitzing und Klafterberg. Am 1. Jänner 2024 zählte die Ortschaft 155 Einwohner.

## Geschichte
Laut Adressbuch von Österreich waren im Jahr 1938 in Toberstetten ein Gastwirt, eine Mühle mit Sägewerk, ein Schuster, ein Viktualienhändler und ein Wagner ansässig. Bis zur Eingemeindung nach Neuhofen war der Ort ein Teil der damaligen Gemeinde Kornberg.